# Boissy-sous-Saint-Yon
Boissy-sous-Saint-Yon é uma comuna francesa na região administrativa da Ilha de França, no departamento de Essonne. Estende-se por uma área de 8.04 km². Em 2010 a comuna tinha 3 907 habitantes (densidade: 485,9 hab./km²).